# Armin Midzic
Armin Midzic (* 6. März 2006 in Linz) ist ein österreichischer Fußballspieler.

## Karriere

### Verein
Midzic begann seine Karriere beim LASK. Im März 2018 wechselte er in die Jugend des FC Juniors OÖ, zur Saison 2018/19 kehrte er zum LASK zurück. Ab der Saison 2020/21 durchlief er auch sämtliche Altersstufen in der Akademie der Linzer. Zur Saison 2024/25 rückte er in den Kader der Amateure des LASK. Im August 2024 spielte er erstmals in der Regionalliga.
Im November 2024 stand er gegen Cercle Brügge erstmals im Profikader der Linzer. Sein Profidebüt gab er schließlich im Dezember 2024, als er in der UEFA Conference League gegen Víkingur Reykjavík in der Startelf stand. Sein Debüt in der Bundesliga folgte im März 2025 gegen den SK Sturm Graz.

### Nationalmannschaft
Midzic debütierte im Februar 2023 gegen Zypern für die österreichische U-17-Auswahl. Im März 2024 absolvierte er gegen Italien sein einziges Spiel im U-18-Team.